# Santos Gutiérrez (bokser)
Santos Gutiérrez – meksykański bokser, złoty medalista Igrzysk Ameryki Środkowej i Karaibów w Meksyku z roku 1950.

## Kariera
W 1950 roku Gutiérrez zajął pierwsze miejsce w kategorii półśredniej na Igrzyskach Ameryki Środkowej i Karaibów, które rozgrywane były w Gwatemali. W walce o złoty medal pokonał na punkty reprezentanta Gwatemali Henricka Meighama.
W latach 1953–1956 był aktywnym bokserem zawodowym.